# テ・アタイランギカアフ
テ・アタイランギカアフ（Dame Te Atairangikaahu, 1931年7月23日 - 2006年8月15日）は、第6代マオリ王（女王）。2006年に没するまでの40年間、マオリの首長としてもっとも長くその座にあった。ONZ, DBE。
テ・アリキヌイ（Te Arikinui）の称号は「偉大な首長」を意味する。本来の名はピキ・マフタ（Princess Piki Mahuta）で、農場主である Whatumoana Paki との結婚後は、ピキ・パキ（Princess Piki Paki）と呼ばれた。

## 生涯
第5代マオリ王コロキ・マフタと Te Atairangikaahu Hērangi の一人娘として生まれた。1966年5月、父王コロキ・マフタの葬儀の際にマオリの諸族長に推戴され、マオリ初の女王となった。
マオリの首長には元首としての権力はないが、マオリの文化行事・スポーツ行事を熱心に支援した。また、先住民問題を含む国際的会議にも出席して、その存在を広く知られた。
1970年には、マオリ人としてはじめてデイム爵（大英帝国勲章の第二位であるデイム・コマンダー爵）を得た。また、1987年にニュージーランド勲章が創設されると、その最初の受章者のひとりとなった。1973年にはワイカト大学から名誉博士号、1999年にはヴィクトリア大学から名誉法学博士号を贈られている。
1996年には来日している。
2006年8月、腎不全のためにトゥランガワエワエの女王公邸で没し、聖地であるタウピリ山に葬られた。彼女には7人の子があり、そのうちの長子ツヘイティア・パキが次のマオリ王に推戴された。